# Madras (Oregón)
Madras es la sede del condado de Jefferson en el estado estadounidense de Oregón. En el año 2000 tenía una población de 5.078 habitantes y una densidad poblacional de 899.4 personas por km².

## Geografía
Madras se encuentra ubicada en las coordenadas 44°37′50″N 121°7′45″O / 44.63056, -121.12917.

## Demografía
Según la Oficina del Censo en 2000 los ingresos medios por hogar en la localidad eran de $29,103, y los ingresos medios por familia eran $33,275. Los hombres tenían unos ingresos medios de $27,656 frente a los $19,464 para las mujeres. La renta per cápita para la localidad era de $12,937. Alrededor del 19.6% de la población estaban por debajo del umbral de pobreza.